# 纽尔
纽尔，是匈牙利杰尔-莫雄-肖普朗州所辖的一个村。总面积25.14平方公里，总人口4210，人口密度167.5人/平方公里（2011年1月1日）。